# Национальный заповедник Пампа-дель-Тамаругаль
Национальный заповедник Пампа-дель-Тамаругаль расположен на плоскогорье одноименного названия, в области Тарапака, в провинции Тамаругаль, в Чили.
Территория заповедника — 102 264 га, средняя высота — 970 м. Созданный в 1987 году и управляемый CONAF, он обладает территорией, разделенной на три сектора: Сапига — 17 650 га; Ла-Тирана — 5225 га и Пинтадос — 79 289 га. На них произрастает достаточно однородная растительность, в том числе 18 113 га — посадки дерева тамаруго, 1950 га — посадки рожкового дерева, 420 га смешанных посадок и 2500 га родного леса тамаруго.
Тамаруго (Prosopis tamarugo) — сильно ветвящееся древесное растение, которое способно расти в условиях засоленности почв. Его листва и плоды — питание для овец и коз чилийского севера. В Пампа-дель-Тамаругаль существовали натуральные леса, которые были истреблены местным населением с целью получения топлива, используемого для добычи и переработки селитры.
Попасть в заповедник можно круглый год по Панамериканскому шоссе Арика — Ла-Серена.